# Lista das câmaras municipais em Portugal
Esta é a lista das câmaras municipais em Portugal, na acepção de edifício sede de um município, ou paços do concelho, e que como tal se encontram registadas na Wikidata, ordenadas alfabeticamente pela freguesia onde se localizam. Existindo 308 municípios em Portugal, existem portanto no total 308 câmaras municipais.
Câmara municipal também designa em Portugal o órgão executivo colegial que dirige cada um dos municípios portugueses, aplicando-se ainda o termo câmara municipal ao conjunto dos departamentos e serviços da administração municipal.
Segundo o Dicionário da Língua Portuguesa dirigido por J. Almeida Costa e A. Sampaio e Melo, da Porto Editora, "câmara municipal é o conjunto dos vereadores de um município, ou edifício onde estes se reúnem e estão instaladas as várias repartições dos serviços administrativos de um concelho", e o mesmo se define no Dicionário Priberam.
A Constituição da República Portuguesa (VII Revisão Constitucional de 2005) estabelece que, no Artigo 236.º, "...as autarquias locais são as freguesias, os municípios e as regiões administrativas", e que, no Artigo 252.º, "A câmara municipal é o órgão executivo colegial do município".
Na Wikidata, a "câmara municipal" enquanto órgão executivo tem a designação de Q5202369, e a "câmara municipal" enquanto edifício sede do município, ou paços do concelho, ou ainda paços municipais, tem a designação de Q25550691.
Dado que alguns dos paços municipais estão classificados no património arquitectónico português, na penúltima coluna está inserida a respectiva classificação e na última coluna está inserida a hiperligação para a ficha do SIPA-Sistema Informação Património Arquitectónico do edifício quando registada na Wikidata.
| Designação                                                                                        | Imagem | Localização | Coordenadas Geográficas      | designação do património                                              | SIPA  |
| ------------------------------------------------------------------------------------------------- | ------ | --- | ---------------------------- | --------------------------------------------------------------------- | ----- |
| Casa da Câmara Municipal de Abrantes                                                              |        | Abrantes (São Vicente e São João) e Alferrarede                                                                    | 39° 27′ 47″ N, 8° 11′ 52″ O  | Imóvel de Interesse Público                                           | 2068  |
| Câmara Municipal de Aguiar da Beira                                                               |        | Aguiar da Beira e Coruche                                                                                          | 40° 49′ 05″ N, 7° 32′ 30″ O  |                                                                       |       |
| Câmara Municipal de Alandroal                                                                     |        | Alandroal (Nossa Senhora da Conceição), São Brás dos Matos (Mina do Bugalho) e Juromenha (Nossa Senhora do Loreto) | 38° 42′ 08″ N, 7° 24′ 12″ O  | Incluído em sítio classificado                                        | 8961  |
| Câmara Municipal de Albergaria-a-Velha                                                            |        | Albergaria-a-Velha e Valmaior                                                                                      | 40° 41′ 28″ N, 8° 28′ 48″ O  |                                                                       |       |
| Câmara Municipal de Albufeira                                                                     |        | Albufeira e Olhos de Água                                                                                          | 37° 05′ 24″ N, 8° 14′ 45″ O  |                                                                       |       |
| Câmara Municipal de Alcanena                                                                      |        | Alcanena e Vila Moreira                                                                                            | 39° 27′ 34″ N, 8° 40′ 03″ O  | sem protecção legal                                                   | 21193 |
| Câmara Municipal de Alcobaça                                                                      |        | Alcobaça e Vestiaria                                                                                               | 39° 33′ 09″ N, 8° 58′ 35″ O  | sem protecção legal                                                   | 16216 |
| Paços do Concelho de Alcochete                                                                    |        | Alcochete | 38° 45′ 22″ N, 8° 57′ 40″ O  | Incluído em sítio classificado                                        | 7908  |
| Câmara Municipal de Alcoutim                                                                      |        | Alcoutim e Pereiro                                                                                                 | 37° 28′ 17″ N, 7° 28′ 18″ O  |                                                                       |       |
| Câmara Municipal de Alcácer do Sal                                                                |        | Alcácer do Sal (Santa Maria do Castelo e Santiago) e Santa Susana                                                  | 38° 22′ 15″ N, 8° 30′ 46″ O  |                                                                       |       |
| Câmara Municipal de Alenquer                                                                      |        | Alenquer (Santo Estêvão e Triana)                                                                                  | 39° 03′ 19″ N, 9° 00′ 35″ O  | sem protecção legal                                                   | 10024 |
| Câmara Municipal de Alfândega da Fé                                                               |        | Alfândega da Fé | 41° 20′ 30″ N, 6° 57′ 44″ O  |                                                                       |       |
| Câmara Municipal de Alijó                                                                         |        | Alijó | 41° 16′ 35″ N, 7° 28′ 30″ O  | Incluído em sítio classificado                                        | 11979 |
| Câmara Municipal de Aljezur                                                                       |        | Aljezur | 37° 18′ 58″ N, 8° 47′ 58″ O  |                                                                       |       |
| Câmara Municipal de Aljustrel                                                                     |        | Aljustrel e Rio de Moinhos                                                                                         | 37° 52′ 43″ N, 8° 09′ 41″ O  |                                                                       |       |
| Paços do Concelho de Almada                                                                       |        | Almada, Cova da Piedade, Pragal e Cacilhas                                                                         | 38° 41′ 00″ N, 9° 09′ 27″ O  | Incluído em sítio classificado Em vias de classificação               | 5847  |
| Corpo da Guarda Principal em Almeida                                                              |        | Almeida | 40° 43′ 30″ N, 6° 54′ 23″ O  | Incluído em sítio classificado                                        | 4759  |
| Câmara Municipal de Almeirim                                                                      |        | Almeirim | 39° 12′ 33″ N, 8° 37′ 44″ O  |                                                                       |       |
| Câmara Municipal de Almodôvar                                                                     |        | Almodôvar e Graça dos Padrões                                                                                      | 37° 30′ 41″ N, 8° 03′ 40″ O  |                                                                       |       |
| Câmara Municipal de Alpiarça                                                                      |        | Alpiarça | 39° 15′ 53″ N, 8° 34′ 45″ O  |                                                                       |       |
| Câmara Municipal de Alter do Chão                                                                 |        | Alter do Chão | 39° 11′ 59″ N, 7° 39′ 30″ O  | Incluído em sítio classificado                                        | 22606 |
| Câmara Municipal de Alvaiázere                                                                    |        | Alvaiázere | 39° 49′ 31″ N, 8° 22′ 56″ O  |                                                                       |       |
| Câmara Municipal de Alvito                                                                        |        | Alvito | 38° 15′ 22″ N, 7° 59′ 33″ O  | Em estudo                                                             | 982   |
| Câmara Municipal de Amarante                                                                      |        | Amarante (São Gonçalo), Madalena, Cepelos e Gatão                                                                  | 41° 16′ 12″ N, 8° 04′ 41″ O  |                                                                       |       |
| Câmara Municipal de Amares                                                                        |        | Amares e Figueiredo                                                                                                | 41° 37′ 50″ N, 8° 21′ 26″ O  |                                                                       |       |
| Paços do Concelho de Angra do Heroísmo                                                            |        | Angra (Sé) | 38° 39′ 22″ N, 27° 13′ 06″ O | Imóvel de Interesse Público                                           | 8166  |
| Câmara Municipal de Ansião                                                                        |        | Ansião | 39° 54′ 42″ N, 8° 26′ 11″ O  |                                                                       |       |
| Câmara Municipal de Ponte de Lima                                                                 |        | Arca e Ponte de Lima                                                                                               | 41° 46′ 03″ N, 8° 34′ 58″ O  | Incluído em sítio classificado                                        | 29992 |
| Câmara Municipal de Arcos de Valdevez                                                             |        | Arcos de Valdevez (São Paio) e Giela                                                                               | 41° 50′ 46″ N, 8° 25′ 05″ O  | sem protecção legal                                                   | 16332 |
| Câmara Municipal de Anadia                                                                        |        | Arcos e Mogofores                                                                                                  | 40° 26′ 34″ N, 8° 26′ 10″ O  |                                                                       |       |
| Câmara Municipal de Arganil                                                                       |        | Arganil | 40° 13′ 03″ N, 8° 03′ 17″ O  | sem protecção legal                                                   | 21250 |
| Câmara Municipal de Armamar                                                                       |        | Armamar | 41° 06′ 35″ N, 7° 41′ 32″ O  |                                                                       |       |
| Câmara Municipal de Arouca                                                                        |        | Arouca e Burgo | 40° 55′ 44″ N, 8° 14′ 45″ O  | Incluído em sítio classificado                                        | 6687  |
| Câmara Municipal de Arraiolos                                                                     |        | Arraiolos | 38° 43′ 32″ N, 7° 59′ 05″ O  |                                                                       |       |
| Câmara Municipal de Arruda dos Vinhos                                                             |        | Arruda dos Vinhos                                                                                                  | 38° 59′ 04″ N, 9° 04′ 36″ O  |                                                                       |       |
| Câmara Municipal de Arronches                                                                     |        | Assunção | 39° 07′ 20″ N, 7° 17′ 07″ O  | sem protecção legal                                                   | 28343 |
| Câmara Municipal de Elvas                                                                         |        | Assunção, Ajuda, Salvador e Santo Ildefonso                                                                        | 38° 52′ 51″ N, 7° 09′ 51″ O  | sem protecção legal                                                   | 26860 |
| Câmara Municipal de Avis                                                                          |        | Avis | 39° 03′ 23″ N, 7° 53′ 22″ O  |                                                                       |       |
| Câmara Municipal de Azambuja                                                                      |        | Azambuja | 39° 04′ 08″ N, 8° 52′ 05″ O  |                                                                       |       |
| Câmara Municipal de Baião                                                                         |        | Baião (Santa Leocádia) e Mesquinhata                                                                               | 41° 09′ 51″ N, 8° 02′ 03″ O  |                                                                       |       |
| Edifício e Igreja da Santa Casa da Misericórdia de Barcelos                                       |        | Barcelos, Vila Boa e Vila Frescainha (São Martinho e São Pedro)                                                    | 41° 31′ 44″ N, 8° 37′ 18″ O  | Incluído em sítio classificado                                        | 21578 |
| Câmara Municipal de Barrancos                                                                     |        | Barrancos | 38° 07′ 46″ N, 6° 58′ 32″ O  |                                                                       |       |
| Edifício dos Paços do Concelho do Barreiro                                                        |        | Barreiro e Lavradio                                                                                                | 38° 39′ 38″ N, 9° 04′ 29″ O  | Monumento de Interesse Municipal                                      |       |
| Câmara Municipal da Batalha                                                                       |        | Batalha | 39° 39′ 35″ N, 8° 49′ 23″ O  |                                                                       |       |
| Câmara Municipal de Estarreja                                                                     |        | Beduído e Veiros                                                                                                   | 40° 45′ 09″ N, 8° 34′ 12″ O  | sem protecção legal                                                   | 799   |
| Câmara Municipal de Beja                                                                          |        | Beja (Santiago Maior e São João Baptista)                                                                          | 38° 00′ 57″ N, 7° 51′ 54″ O  | Incluído em sítio classificado                                        | 16975 |
| Câmara Municipal de Belmonte                                                                      |        | Belmonte e Colmeal da Torre                                                                                        | 40° 21′ 31″ N, 7° 21′ 05″ O  | Em vias de classificação                                              | 585   |
| Câmara Municipal de Benavente                                                                     |        | Benavente | 38° 59′ 01″ N, 8° 48′ 36″ O  | sem protecção legal                                                   | 27388 |
| Câmara Municipal de Bombarral                                                                     |        | Bombarral e Vale Covo                                                                                              | 39° 16′ 05″ N, 9° 09′ 19″ O  | sem protecção legal                                                   | 21183 |
| Edifício dos Paços do Concelho de Borba                                                           |        | Borba (Matriz) | 38° 48′ 20″ N, 7° 27′ 16″ O  | Monumento de Interesse Público                                        | 17532 |
| Câmara Municipal de Boticas                                                                       |        | Boticas e Granja                                                                                                   | 41° 41′ 14″ N, 7° 40′ 05″ O  |                                                                       |       |
| Câmara Municipal da Trofa                                                                         |        | Bougado (São Martinho e Santiago)                                                                                  | 41° 19′ 43″ N, 8° 33′ 58″ O  |                                                                       |       |
| Edifício da Câmara Municipal de Braga                                                             |        | Braga (Maximinos, Sé e Cividade)                                                                                   | 41° 33′ 04″ N, 8° 25′ 42″ O  | Imóvel de Interesse Público                                           | 9084  |
| Câmara Municipal de Celorico de Basto                                                             |        | Britelo, Gémeos e Ourilhe                                                                                          | 41° 23′ 35″ N, 7° 59′ 59″ O  |                                                                       |       |
| Edifício dos Paços do Concelho                                                                    |        | Buarcos e São Julião                                                                                               | 40° 08′ 54″ N, 8° 51′ 17″ O  | Imóvel de Interesse Municipal                                         | 10788 |
| Câmara Municipal de Cabeceiras de Basto                                                           |        | Cabeceiras de Basto                                                                                                | 41° 30′ 50″ N, 7° 59′ 36″ O  |                                                                       |       |
| Câmara Municipal do Cadaval                                                                       |        | Cadaval e Pêro Moniz                                                                                               | 39° 14′ 22″ N, 9° 06′ 05″ O  |                                                                       |       |
| Câmara Municipal de Caldas da Rainha                                                              |        | Caldas da Rainha - Nossa Senhora do Pópulo, Coto e São Gregório                                                    | 39° 24′ 25″ N, 9° 08′ 09″ O  |                                                                       |       |
| Câmara Municipal de Vizela                                                                        |        | Caldas de Vizela (São Miguel e São João)                                                                           | 41° 22′ 43″ N, 8° 18′ 39″ O  |                                                                       |       |
| Câmara Municipal da Calheta (Açores)                                                              |        | Calheta | 38° 36′ 03″ N, 28° 00′ 46″ O |                                                                       |       |
| Câmara Municipal da Calheta (Madeira)                                                             |        | Calheta | 32° 43′ 18″ N, 17° 10′ 41″ O |                                                                       |       |
| Câmara Municipal de Caminha                                                                       |        | Caminha (Matriz) e Vilarelho                                                                                       | 41° 52′ 34″ N, 8° 50′ 19″ O  | Incluído em sítio classificado                                        | 8996  |
| Câmara Municipal de Cantanhede                                                                    |        | Cantanhede e Pocariça                                                                                              | 40° 20′ 45″ N, 8° 35′ 37″ O  | sem protecção legal                                                   | 5230  |
| Câmara Municipal de Carrazeda de Ansiães                                                          |        | Carrazeda de Ansiães                                                                                               | 41° 14′ 33″ N, 7° 18′ 23″ O  | sem protecção legal                                                   | 18842 |
| Câmara Municipal de Carregal do Sal                                                               |        | Carregal do Sal | 40° 26′ 08″ N, 8° 00′ 09″ O  |                                                                       |       |
| Câmara Municipal do Cartaxo                                                                       |        | Cartaxo e Vale da Pinta                                                                                            | 39° 09′ 36″ N, 8° 47′ 17″ O  | sem protecção legal                                                   | 9576  |
| Palácio dos Condes da Guarda                                                                      |        | Cascais e Estoril                                                                                                  | 38° 41′ 50″ N, 9° 25′ 15″ O  | Imóvel de Interesse Municipal                                         | 6508  |
| Câmara Municipal de Castanheira de Pera                                                           |        | Castanheira de Pera e Coentral                                                                                     | 40° 00′ 21″ N, 8° 12′ 41″ O  | sem protecção legal                                                   | 20831 |
| Edifício da Câmara Municipal de Castelo Branco (antigo Solar dos Viscondes de Oleiros)            |        | Castelo Branco | 39° 49′ 22″ N, 7° 29′ 35″ O  | Imóvel de Interesse Municipal                                         | 2521  |
| Câmara Municipal de Castro Daire                                                                  |        | Castro Daire | 40° 53′ 53″ N, 7° 55′ 59″ O  |                                                                       |       |
| Câmara Municipal de Castro Marim                                                                  |        | Castro Marim | 37° 13′ 02″ N, 7° 26′ 34″ O  |                                                                       |       |
| Câmara Municipal de Castro Verde                                                                  |        | Castro Verde e Casével                                                                                             | 37° 41′ 53″ N, 8° 04′ 56″ O  |                                                                       |       |
| Edifício da Câmara Municipal do Porto                                                             |        | Cedofeita, Santo Ildefonso, Sé, Miragaia, São Nicolau e Vitória                                                    | 41° 09′ 00″ N, 8° 36′ 39″ O  | Incluído em sítio classificado                                        | 19997 |
| Câmara Municipal de Celorico da Beira                                                             |        | Celorico (São Pedro e Santa Maria) e Vila Boa do Mondego                                                           | 40° 38′ 06″ N, 7° 23′ 38″ O  |                                                                       |       |
| Câmara Municipal de Lousada                                                                       |        | Cernadelo e Lousada (São Miguel e Santa Margarida)                                                                 | 41° 16′ 38″ N, 8° 16′ 52″ O  |                                                                       |       |
| Câmara Municipal da Chamusca                                                                      |        | Chamusca e Pinheiro Grande                                                                                         | 39° 21′ 35″ N, 8° 28′ 50″ O  | sem protecção legal                                                   | 21882 |
| Câmara Municipal da Maia                                                                          |        | Cidade da Maia | 41° 13′ 59″ N, 8° 37′ 20″ O  |                                                                       |       |
| Câmara Municipal de Cinfães                                                                       |        | Cinfães | 41° 04′ 29″ N, 8° 05′ 43″ O  |                                                                       |       |
| Câmara Municipal de Coimbra                                                                       |        | Coimbra (Sé Nova, Santa Cruz, Almedina e São Bartolomeu)                                                           | 40° 12′ 41″ N, 8° 25′ 44″ O  | sem protecção legal                                                   | 17560 |
| Palácio dos Figueiredo                                                                            |        | Condeixa-a-Velha e Condeixa-a-Nova                                                                                 | 40° 06′ 46″ N, 8° 29′ 56″ O  | Imóvel de Interesse Público                                           | 2633  |
| Câmara Municipal de Constância                                                                    |        | Constância | 39° 28′ 36″ N, 8° 20′ 22″ O  |                                                                       |       |
| Câmara Municipal de Coruche                                                                       |        | Coruche, Fajarda e Erra                                                                                            | 38° 57′ 29″ N, 8° 31′ 37″ O  |                                                                       |       |
| Câmara Municipal da Covilhã                                                                       |        | Covilhã e Canhoso                                                                                                  | 40° 16′ 50″ N, 7° 30′ 17″ O  | Conjunto de Interesse Público                                         | 11115 |
| Câmara Municipal do Crato                                                                         |        | Crato e Mártires, Flor da Rosa e Vale do Peso                                                                      | 39° 17′ 06″ N, 7° 38′ 45″ O  | Incluído em sítio classificado                                        | 28436 |
| Câmara Municipal de Cuba                                                                          |        | Cuba | 38° 10′ 00″ N, 7° 53′ 28″ O  |                                                                       |       |
| Câmara Municipal de Câmara de Lobos                                                               |        | Câmara de Lobos | 32° 38′ 57″ N, 16° 58′ 41″ O |                                                                       |       |
| Câmara Municipal de Espinho                                                                       |        | Espinho | 41° 00′ 32″ N, 8° 38′ 22″ O  |                                                                       |       |
| Câmara Municipal de Esposende                                                                     |        | Esposende, Marinhas e Gandra                                                                                       | 41° 31′ 52″ N, 8° 46′ 50″ O  | sem protecção legal                                                   | 21586 |
| Câmara Municipal de Nisa                                                                          |        | Espírito Santo, Nossa Senhora da Graça e São Simão                                                                 | 39° 31′ 06″ N, 7° 38′ 56″ O  |                                                                       |       |
| Câmara Municipal de Estremoz                                                                      |        | Estremoz (Santa Maria e Santo André)                                                                               | 38° 50′ 30″ N, 7° 35′ 09″ O  |                                                                       |       |
| Câmara Municipal de Fafe                                                                          |        | Fafe | 41° 27′ 10″ N, 8° 10′ 12″ O  | sem protecção legal                                                   | 23147 |
| Câmara Municipal de Faro                                                                          |        | Faro (Sé e São Pedro)                                                                                              | 37° 00′ 50″ N, 7° 56′ 05″ O  | Incluído em sítio classificado                                        | 4547  |
| Paços do Concelho                                                                                 |        | Ferreira do Alentejo e Canhestros                                                                                  | 38° 03′ 30″ N, 8° 07′ 00″ O  | Imóvel de Interesse Municipal                                         | 17003 |
| Câmara Municipal de Ferreira do Zêzere                                                            |        | Ferreira do Zêzere                                                                                                 | 39° 41′ 39″ N, 8° 17′ 26″ O  |                                                                       |       |
| Câmara Municipal de Figueira de Castelo Rodrigo                                                   |        | Figueira de Castelo Rodrigo                                                                                        | 40° 53′ 47″ N, 6° 57′ 47″ O  |                                                                       |       |
| Câmara Municipal de Figueiró dos Vinhos                                                           |        | Figueiró dos Vinhos e Bairradas                                                                                    | 39° 54′ 09″ N, 8° 16′ 32″ O  | sem protecção legal                                                   | 27193 |
| Câmara Municipal de Fornos de Algodres                                                            |        | Fornos de Algodres                                                                                                 | 40° 37′ 13″ N, 7° 32′ 21″ O  | sem protecção legal                                                   | 7443  |
| Câmara Municipal de Vila Nova da Barquinha                                                        |        | Freguesia de Vila Nova da Barquinha                                                                                | 39° 27′ 29″ N, 8° 25′ 51″ O  |                                                                       |       |
| Câmara Municipal de Freixo de Espada-à-Cinta                                                      |        | Freixo de Espada à Cinta e Mazouco                                                                                 | 41° 05′ 23″ N, 6° 48′ 30″ O  | sem protecção legal                                                   | 9067  |
| Câmara Municipal de Fronteira                                                                     |        | Fronteira | 39° 03′ 24″ N, 7° 38′ 51″ O  |                                                                       |       |
| Edifício dos Paços do Concelho do Fundão                                                          |        | Fundão, Valverde, Donas, Aldeia de Joanes e Aldeia Nova do Cabo                                                    | 40° 08′ 17″ N, 7° 30′ 02″ O  | Monumento de Interesse Municipal                                      | 9244  |
| Câmara Municipal de Gavião                                                                        |        | Gavião e Atalaia                                                                                                   | 39° 27′ 55″ N, 7° 55′ 59″ O  |                                                                       |       |
| Câmara Municipal de Aveiro                                                                        |        | Glória e Vera Cruz                                                                                                 | 40° 38′ 25″ N, 8° 39′ 13″ O  | sem protecção legal                                                   | 8706  |
| Câmara Municipal da Golegã                                                                        |        | Golegã | 39° 24′ 09″ N, 8° 29′ 22″ O  | sem protecção legal                                                   | 26679 |
| Câmara Municipal de Gondomar                                                                      |        | Gondomar (São Cosme), Valbom e Jovim                                                                               | 41° 08′ 39″ N, 8° 32′ 11″ O  |                                                                       |       |
| Câmara Municipal de Gouveia                                                                       |        | Gouveia | 40° 29′ 43″ N, 7° 35′ 29″ O  | sem protecção legal                                                   | 11776 |
| Câmara Municipal de Grândola                                                                      |        | Grândola e Santa Margarida da Serra                                                                                | 38° 10′ 37″ N, 8° 34′ 08″ O  |                                                                       |       |
| Câmara Municipal da Guarda                                                                        |        | Guarda |                              |                                                                       |       |
| Câmara Municipal de Góis                                                                          |        | Góis | 40° 09′ 18″ N, 8° 06′ 39″ O  |                                                                       |       |
| Câmara Municipal de Idanha-a-Nova                                                                 |        | Idanha-a-Nova e Alcafozes                                                                                          | 39° 55′ 24″ N, 7° 14′ 30″ O  |                                                                       |       |
| Câmara Municipal de Lagoa                                                                         |        | Lagoa e Carvoeiro                                                                                                  | 37° 08′ 06″ N, 8° 27′ 24″ O  |                                                                       |       |
| Câmara Municipal de Lajes das Flores                                                              |        | Lajes das Flores                                                                                                   | 39° 22′ 43″ N, 31° 10′ 32″ O |                                                                       |       |
| Câmara Municipal de Lajes do Pico                                                                 |        | Lajes do Pico |                              |                                                                       |       |
| Câmara Municipal de Lamego                                                                        |        | Lamego (Almacave e Sé)                                                                                             | 41° 06′ 03″ N, 7° 48′ 36″ O  | sem protecção legal                                                   | 11165 |
| Câmara Municipal de Leiria                                                                        |        | Leiria, Pousos, Barreira e Cortes                                                                                  | 39° 44′ 27″ N, 8° 48′ 39″ O  | sem protecção legal                                                   | 7405  |
| Câmara Municipal de Santa Marta de Penaguião                                                      |        | Lobrigos (São Miguel e São João Baptista) e Sanhoane                                                               | 41° 12′ 40″ N, 7° 47′ 13″ O  | sem protecção legal                                                   | 27519 |
| Câmara Municipal de Loulé                                                                         |        | Loulé (São Clemente)                                                                                               | 37° 08′ 20″ N, 8° 01′ 21″ O  | Incluído em sítio classificado                                        | 21351 |
| Câmara Municipal de Loures                                                                        |        | Loures | 38° 49′ 50″ N, 9° 10′ 07″ O  |                                                                       |       |
| Câmara Municipal da Lourinhã                                                                      |        | Lourinhã e Atalaia                                                                                                 | 39° 14′ 37″ N, 9° 18′ 43″ O  |                                                                       |       |
| Câmara Municipal da Lousã                                                                         |        | Lousã e Vilarinho                                                                                                  | 40° 06′ 39″ N, 8° 14′ 45″ O  | sem protecção legal                                                   | 16942 |
| Câmara Municipal de Macedo de Cavaleiros                                                          |        | Macedo de Cavaleiros                                                                                               | 41° 32′ 19″ N, 6° 57′ 38″ O  |                                                                       |       |
| Paços do Concelho de Machico                                                                      |        | Machico | 32° 43′ 07″ N, 16° 45′ 55″ O | Imóvel de Interesse Municipal                                         | 30122 |
| Paços do Concelho da Madalena do Pico                                                             |        | Madalena | 38° 32′ 05″ N, 28° 31′ 38″ O |                                                                       |       |
| Câmara Municipal de Vila Nova de Gaia                                                             |        | Mafamude e Vilar do Paraíso                                                                                        | 41° 07′ 48″ N, 8° 36′ 24″ O  | sem protecção legal                                                   | 19960 |
| Câmara Municipal de Mafra                                                                         |        | Mafra | 38° 56′ 28″ N, 9° 19′ 54″ O  |                                                                       |       |
| Câmara Municipal de Mangualde                                                                     |        | Mangualde, Mesquitela e Cunha Alta                                                                                 |                              |                                                                       |       |
| Câmara Municipal de Manteigas                                                                     |        | Manteigas (Santa Maria)                                                                                            | 40° 24′ 03″ N, 7° 32′ 27″ O  |                                                                       |       |
| Câmara Municipal de Marco de Canaveses                                                            |        | Marco | 41° 11′ 09″ N, 8° 08′ 57″ O  |                                                                       |       |
| Câmara Municipal de Felgueiras                                                                    |        | Margaride (Santa Eulália), Várzea, Lagares, Varziela e Moure                                                       | 41° 21′ 57″ N, 8° 11′ 53″ O  | sem protecção legal                                                   | 22194 |
| Câmara Municipal da Marinha Grande                                                                |        | Marinha Grande | 39° 45′ 00″ N, 8° 55′ 59″ O  | sem protecção legal                                                   | 22860 |
| Câmara Municipal de Matosinhos                                                                    |        | Matosinhos e Leça da Palmeira                                                                                      | 41° 11′ 00″ N, 8° 40′ 59″ O  | sem protecção legal                                                   | 20296 |
| Câmara Municipal da Horta                                                                         |        | Matriz | 38° 32′ 15″ N, 28° 37′ 36″ O |                                                                       |       |
| Câmara Municipal de Mação                                                                         |        | Mação, Penhascoso e Aboboreira                                                                                     | 39° 33′ 24″ N, 7° 59′ 45″ O  |                                                                       |       |
| Câmara Municipal da Mealhada                                                                      |        | Mealhada, Ventosa do Bairro e Antes                                                                                | 40° 22′ 41″ N, 8° 27′ 11″ O  |                                                                       |       |
| Câmara Municipal de Mesão Frio                                                                    |        | Mesão Frio (Santo André)                                                                                           | 41° 09′ 31″ N, 7° 53′ 30″ O  |                                                                       |       |
| Câmara Municipal da Amadora                                                                       |        | Mina de Água | 38° 45′ 37″ N, 9° 14′ 10″ O  |                                                                       |       |
| Câmara Municipal de Mira                                                                          |        | Mira | 40° 25′ 43″ N, 8° 44′ 10″ O  |                                                                       |       |
| Câmara Municipal de Miranda do Corvo                                                              |        | Miranda do Corvo                                                                                                   | 40° 05′ 34″ N, 8° 19′ 58″ O  | sem protecção legal                                                   | 33322 |
| Câmara Municipal de Miranda do Douro                                                              |        | Miranda do Douro                                                                                                   | 41° 29′ 40″ N, 6° 16′ 26″ O  | sem protecção legal                                                   | 30680 |
| Paço dos Távora                                                                                   |        | Mirandela | 41° 29′ 13″ N, 7° 11′ 31″ O  | Imóvel de Interesse Público                                           | 198   |
| Paços do Município de Mogadouro                                                                   |        | Mogadouro, Valverde, Vale de Porco e Vilar de Rei                                                                  | 41° 20′ 25″ N, 6° 42′ 58″ O  |                                                                       |       |
| Câmara Municipal de Terras de Bouro                                                               |        | Moimenta | 41° 43′ 09″ N, 8° 18′ 31″ O  |                                                                       |       |
| Câmara Municipal de Moimenta da Beira                                                             |        | Moimenta da Beira                                                                                                  | 40° 58′ 47″ N, 7° 36′ 49″ O  | sem protecção legal                                                   | 11513 |
| Câmara Municipal da Moita                                                                         |        | Moita | 38° 39′ 11″ N, 8° 59′ 38″ O  |                                                                       |       |
| Câmara Municipal de Monchique                                                                     |        | Monchique | 37° 19′ 13″ N, 8° 33′ 21″ O  | sem protecção legal                                                   | 22387 |
| Câmara Municipal de Monforte                                                                      |        | Monforte | 39° 03′ 10″ N, 7° 26′ 21″ O  | sem protecção legal                                                   | 28635 |
| Câmara Municipal de Montalegre                                                                    |        | Montalegre e Padroso                                                                                               | 41° 49′ 24″ N, 7° 47′ 30″ O  | sem protecção legal                                                   | 20056 |
| Câmara Municipal de Montemor-o-Velho                                                              |        | Montemor-o-Velho e Gatões                                                                                          | 40° 10′ 22″ N, 8° 41′ 05″ O  | sem protecção legal                                                   | 26387 |
| Câmara Municipal do Montijo                                                                       |        | Montijo e Afonsoeiro                                                                                               | 38° 42′ 18″ N, 8° 58′ 32″ O  | sem protecção legal                                                   | 7025  |
| Câmara Municipal de Monção                                                                        |        | Monção e Troviscoso                                                                                                | 42° 04′ 43″ N, 8° 28′ 50″ O  | Incluído em sítio classificado                                        | 15417 |
| Câmara Municipal de Mora                                                                          |        | Mora | 38° 56′ 46″ N, 8° 09′ 49″ O  |                                                                       |       |
| Câmara Municipal de Mortágua                                                                      |        | Mortágua, Vale de Remígio, Cortegaça e Almaça                                                                      | 40° 23′ 49″ N, 8° 13′ 46″ O  | sem protecção legal                                                   | 13146 |
| Câmara Municipal de Moura                                                                         |        | Moura (Santo Agostinho e São João Baptista) e Santo Amador                                                         | 38° 08′ 35″ N, 7° 27′ 03″ O  |                                                                       |       |
| Câmara Municipal de Mourão                                                                        |        | Mourão | 38° 23′ 00″ N, 7° 20′ 37″ O  |                                                                       |       |
| Câmara Municipal do Corvo                                                                         |        | Município do Corvo                                                                                                 | 39° 40′ 23″ N, 31° 06′ 48″ O |                                                                       |       |
| Câmara Municipal de Murtosa                                                                       |        | Murtosa | 40° 45′ 00″ N, 8° 39′ 02″ O  |                                                                       |       |
| Câmara Municipal de Murça                                                                         |        | Murça | 41° 24′ 30″ N, 7° 27′ 14″ O  | sem protecção legal                                                   | 26269 |
| Câmara Municipal de Mértola                                                                       |        | Mértola | 37° 38′ 12″ N, 7° 39′ 51″ O  |                                                                       |       |
| Câmara Municipal de Mêda                                                                          |        | Mêda, Outeiro de Gatos e Fonte Longa                                                                               | 40° 57′ 48″ N, 7° 15′ 41″ O  | sem protecção legal                                                   | 1341  |
| Casa dos Pescadores da Nazaré                                                                     |        | Nazaré | 39° 35′ 57″ N, 9° 04′ 08″ O  | sem protecção legal                                                   | 27912 |
| Câmara Municipal de Nelas                                                                         |        | Nelas | 40° 32′ 02″ N, 7° 51′ 07″ O  | sem protecção legal                                                   | 13207 |
| Câmara Municipal de Nordeste                                                                      |        | Nordeste | 37° 49′ 57″ N, 25° 08′ 47″ O |                                                                       |       |
| Edifício dos Paços do Concelho de Vila Viçosa                                                     |        | Nossa Senhora da Conceição e São Bartolomeu                                                                        | 38° 46′ 43″ N, 7° 25′ 04″ O  | Monumento de Interesse Municipal Incluído em sítio classificado       | 24842 |
| Câmara Municipal de Campo Maior                                                                   |        | Nossa Senhora da Expectação                                                                                        | 39° 00′ 46″ N, 7° 04′ 09″ O  | sem protecção legal                                                   | 20804 |
| Câmara Municipal de Ourém                                                                         |        | Nossa Senhora da Piedade                                                                                           | 39° 39′ 29″ N, 8° 34′ 42″ O  |                                                                       |       |
| Câmara Municipal de Montemor-o-Novo                                                               |        | Nossa Senhora da Vila, Nossa Senhora do Bispo e Silveiras                                                          | 38° 38′ 49″ N, 8° 13′ 07″ O  | Incluído em sítio classificado                                        | 29541 |
| Casa do Arcebispo                                                                                 |        | Odivelas | 38° 47′ 25″ N, 9° 10′ 47″ O  | Incluído em sítio classificado                                        | 6813  |
| Cocheiras do Palácio de Oeiras                                                                    |        | Oeiras e São Julião da Barra, Paço de Arcos e Caxias                                                               | 38° 41′ 33″ N, 9° 18′ 50″ O  | sem protecção legal                                                   | 24134 |
| Câmara Municipal de Oleiros                                                                       |        | Oleiros-Amieira | 39° 55′ 08″ N, 7° 54′ 50″ O  | sem protecção legal                                                   | 17997 |
| Câmara Municipal de Olhão                                                                         |        | Olhão | 37° 01′ 30″ N, 7° 50′ 30″ O  |                                                                       |       |
| Câmara Municipal de Oliveira de Azeméis                                                           |        | Oliveira de Azeméis, Santiago da Riba-Ul, Ul, Macinhata da Seixa e Madail                                          | 40° 50′ 21″ N, 8° 28′ 40″ O  | sem protecção legal                                                   | 8651  |
| Câmara Municipal de Oliveira de Frades                                                            |        | Oliveira de Frades, Souto de Lafões e Sejães                                                                       | 40° 43′ 59″ N, 8° 10′ 27″ O  |                                                                       |       |
| Câmara Municipal de Oliveira do Bairro                                                            |        | Oliveira do Bairro                                                                                                 | 40° 30′ 48″ N, 8° 29′ 44″ O  |                                                                       |       |
| Câmara Municipal de Oliveira do Hospital                                                          |        | Oliveira do Hospital e São Paio de Gramaços                                                                        | 40° 21′ 33″ N, 7° 51′ 42″ O  |                                                                       |       |
| Convento de Santa Clara                                                                           |        | Oliveira, São Paio e São Sebastião                                                                                 | 41° 26′ 40″ N, 8° 17′ 32″ O  | Incluído em sítio classificado                                        | 11894 |
| Câmara Municipal de Ourique                                                                       |        | Ourique | 37° 39′ 12″ N, 8° 13′ 29″ O  | sem protecção legal                                                   | 29912 |
| Câmara Municipal de Ovar                                                                          |        | Ovar, São João, Arada e São Vicente de Pereira Jusã                                                                | 40° 51′ 34″ N, 8° 37′ 30″ O  |                                                                       |       |
| Câmara Municipal de Palmela                                                                       |        | Palmela | 38° 34′ 03″ N, 8° 53′ 57″ O  | sem protecção legal                                                   | 19820 |
| Câmara Municipal de Pampilhosa da Serra                                                           |        | Pampilhosa da Serra                                                                                                | 40° 02′ 47″ N, 7° 57′ 02″ O  |                                                                       |       |
| Câmara Municipal de Paredes                                                                       |        | Paredes | 41° 12′ 31″ N, 8° 20′ 02″ O  | sem protecção legal                                                   | 21026 |
| Câmara Municipal de Paredes de Coura                                                              |        | Paredes de Coura e Resende                                                                                         | 41° 54′ 43″ N, 8° 33′ 37″ O  |                                                                       |       |
| Câmara Municipal de Paços de Ferreira                                                             |        | Paços de Ferreira                                                                                                  | 41° 16′ 33″ N, 8° 22′ 34″ O  |                                                                       |       |
| Câmara Municipal de Pedrógão Grande                                                               |        | Pedrógão Grande | 39° 55′ 05″ N, 8° 08′ 43″ O  | sem protecção legal                                                   | 22168 |
| Câmara Municipal de Penacova                                                                      |        | Penacova | 40° 16′ 12″ N, 8° 16′ 52″ O  |                                                                       |       |
| Câmara Municipal de Penafiel                                                                      |        | Penafiel | 41° 12′ 24″ N, 8° 17′ 03″ O  | sem protecção legal                                                   | 27065 |
| Câmara Municipal e Cadeia Comarcã de Penamacor                                                    |        | Penamacor | 40° 10′ 05″ N, 7° 10′ 18″ O  | sem protecção legal                                                   | 11663 |
| Solar dos Freixos                                                                                 |        | Penedono e Granja                                                                                                  | 40° 59′ 16″ N, 7° 23′ 40″ O  | sem protecção legal                                                   | 11651 |
| Câmara Municipal de Peniche                                                                       |        | Peniche | 39° 21′ 25″ N, 9° 22′ 42″ O  |                                                                       |       |
| Câmara Municipal de Peso da Régua                                                                 |        | Peso da Régua e Godim                                                                                              | 41° 09′ 48″ N, 7° 47′ 21″ O  |                                                                       |       |
| Câmara Municipal de Pinhel                                                                        |        | Pinhel | 40° 46′ 33″ N, 7° 03′ 48″ O  |                                                                       |       |
| Câmara Municipal de Pombal                                                                        |        | Pombal | 39° 54′ 55″ N, 8° 37′ 44″ O  |                                                                       |       |
| Paços do Concelho de Ponta Delgada                                                                |        | Ponta Delgada (São Sebastião)                                                                                      | 37° 44′ 21″ N, 25° 40′ 09″ O |                                                                       |       |
| Câmara Municipal de Ponta do Sol                                                                  |        | Ponta do Sol | 32° 40′ 48″ N, 17° 06′ 15″ O |                                                                       |       |
| Câmara Municipal de Ponte da Barca                                                                |        | Ponte da Barca, Vila Nova de Muía e Paço Vedro de Magalhães                                                        | 41° 48′ 24″ N, 8° 25′ 01″ O  |                                                                       |       |
| Câmara Municipal de Ponte de Sor                                                                  |        | Ponte de Sor, Tramaga e Vale de Açor                                                                               | 39° 15′ 08″ N, 8° 00′ 31″ O  |                                                                       |       |
| Câmara Municipal de Portel                                                                        |        | Portel | 38° 18′ 35″ N, 7° 42′ 11″ O  |                                                                       |       |
| Câmara Municipal de Portimão                                                                      |        | Portimão | 37° 08′ 13″ N, 8° 32′ 17″ O  |                                                                       |       |
| Câmara Municipal do Porto Moniz                                                                   |        | Porto Moniz |                              |                                                                       |       |
| Câmara Municipal do Porto Santo                                                                   |        | Porto Santo | 33° 03′ 35″ N, 16° 20′ 07″ O |                                                                       |       |
| Câmara Municipal de Porto de Mós                                                                  |        | Porto de Mós - São João Baptista e São Pedro                                                                       | 39° 36′ 07″ N, 8° 49′ 05″ O  | sem protecção legal                                                   | 10110 |
| Câmara Municipal de Povoação                                                                      |        | Povoação | 37° 44′ 48″ N, 25° 14′ 45″ O |                                                                       |       |
| Câmara Municipal de Proença-a-Nova                                                                |        | Proença-a-Nova e Peral                                                                                             | 39° 45′ 10″ N, 7° 55′ 24″ O  |                                                                       |       |
| Câmara Municipal de Póvoa de Lanhoso                                                              |        | Póvoa de Lanhoso                                                                                                   | 41° 34′ 37″ N, 8° 16′ 22″ O  | sem protecção legal                                                   | 20979 |
| Edifício da Câmara Municipal da Póvoa de Varzim                                                   |        | Póvoa de Varzim, Beiriz e Argivai                                                                                  | 41° 22′ 47″ N, 8° 45′ 36″ O  | Imóvel de Interesse Público                                           | 5129  |
| Câmara Municipal de Redondo                                                                       |        | Redondo | 38° 38′ 47″ N, 7° 32′ 48″ O  |                                                                       |       |
| Câmara Municipal de Reguengos de Monsaraz                                                         |        | Reguengos de Monsaraz                                                                                              | 38° 25′ 29″ N, 7° 32′ 06″ O  |                                                                       |       |
| Câmara Municipal de Resende                                                                       |        | Resende | 41° 06′ 22″ N, 7° 57′ 53″ O  | sem protecção legal                                                   | 14684 |
| Câmara Municipal de Ribeira Brava                                                                 |        | Ribeira Brava | 32° 40′ 15″ N, 17° 03′ 51″ O |                                                                       |       |
| Câmara Municipal da Ribeira Grande                                                                |        | Ribeira Grande (Matriz)                                                                                            | 37° 49′ 22″ N, 25° 31′ 13″ O | Imóvel de Interesse Público                                           | 8236  |
| Câmara Municipal de Ribeira de Pena                                                               |        | Ribeira de Pena (Salvador) e Santo Aleixo de Além-Tâmega                                                           | 41° 31′ 12″ N, 7° 47′ 38″ O  |                                                                       |       |
| Câmara Municipal de Rio Maior                                                                     |        | Rio Maior | 39° 20′ 12″ N, 8° 56′ 11″ O  |                                                                       |       |
| Câmara Municipal de Sabrosa                                                                       |        | Sabrosa | 41° 15′ 54″ N, 7° 34′ 30″ O  | sem protecção legal                                                   | 9569  |
| Câmara Municipal de Sabugal                                                                       |        | Sabugal e Aldeia de Santo António                                                                                  | 40° 21′ 06″ N, 7° 05′ 32″ O  |                                                                       |       |
| Edifício da Câmara Municipal de Salvaterra de Magos                                               |        | Salvaterra de Magos e Foros de Salvaterra                                                                          | 39° 01′ 44″ N, 8° 47′ 30″ O  | sem protecção legal                                                   | 16949 |
| Câmara Municipal de Santa Comba Dão                                                               |        | Santa Comba Dão e Couto do Mosteiro                                                                                | 40° 23′ 48″ N, 8° 07′ 57″ O  | sem protecção legal                                                   | 14205 |
| Câmara Municipal da Praia da Vitória                                                              |        | Santa Cruz | 38° 43′ 52″ N, 27° 03′ 39″ O | Imóvel de Interesse Público                                           | 8174  |
| Paços do Concelho de Santa Cruz                                                                   |        | Santa Cruz | 32° 41′ 17″ N, 16° 47′ 32″ O | Monumento Nacional                                                    | 8050  |
| Câmara Municipal de Lagoa (Ilha de São Miguel)                                                    |        | Santa Cruz | 37° 44′ 40″ N, 25° 34′ 13″ O |                                                                       |       |
| Câmara Municipal de Santa Cruz da Graciosa                                                        |        | Santa Cruz da Graciosa                                                                                             |                              |                                                                       |       |
| Câmara Municipal de Santa Cruz das Flores                                                         |        | Santa Cruz das Flores                                                                                              | 39° 27′ 13″ N, 31° 07′ 41″ O |                                                                       |       |
| Paços do Concelho de Lisboa                                                                       |        | Santa Maria Maior                                                                                                  | 38° 42′ 30″ N, 9° 08′ 19″ O  | Incluído em sítio classificado                                        | 20701 |
| Casa do Morgado de Vilar de Perdizes                                                              |        | Santa Maria Maior                                                                                                  | 41° 44′ 24″ N, 7° 28′ 18″ O  | Incluído em sítio classificado                                        | 12241 |
| Câmara Municipal de Castelo de Vide                                                               |        | Santa Maria da Devesa                                                                                              | 39° 24′ 56″ N, 7° 27′ 19″ O  | sem protecção legal                                                   | 7362  |
| Câmara Municipal de Santa Maria da Feira                                                          |        | Santa Maria da Feira, Travanca, Sanfins e Espargo                                                                  | 40° 55′ 32″ N, 8° 32′ 33″ O  | sem protecção legal                                                   | 22737 |
| Câmara Municipal de Marvão                                                                        |        | Santa Maria de Marvão                                                                                              | 39° 23′ 40″ N, 7° 22′ 40″ O  |                                                                       |       |
| Câmara Municipal de Torres Vedras                                                                 |        | Santa Maria, São Pedro e Matacães                                                                                  | 39° 05′ 30″ N, 9° 15′ 25″ O  |                                                                       |       |
| Palácio da Vigararia                                                                              |        | Santa Maria, São Pedro e Sobral da Lagoa                                                                           | 39° 21′ 38″ N, 9° 09′ 26″ O  | Incluído em sítio classificado                                        | 4769  |
| Câmara Municipal de Santana                                                                       |        | Santana | 32° 48′ 20″ N, 16° 52′ 56″ O |                                                                       |       |
| Casa de D. Jaime de Lencastre                                                                     |        | Santiago | 38° 26′ 37″ N, 9° 06′ 00″ O  | Incluído em sítio classificado                                        | 12727 |
| Câmara Municipal de Santiago do Cacém                                                             |        | Santiago do Cacém, Santa Cruz e São Bartolomeu da Serra                                                            | 38° 01′ 00″ N, 8° 41′ 35″ O  |                                                                       |       |
| Câmara Municipal de Vila Nova de Poiares                                                          |        | Santo André de Poiares                                                                                             | 40° 12′ 37″ N, 8° 15′ 33″ O  | sem protecção legal                                                   | 22438 |
| Câmara Municipal de Santo Tirso                                                                   |        | Santo Tirso, Couto (Santa Cristina e São Miguel) e Burgães                                                         | 41° 20′ 30″ N, 8° 28′ 22″ O  |                                                                       |       |
| Câmara Municipal de Sardoal                                                                       |        | Sardoal | 39° 32′ 05″ N, 8° 09′ 41″ O  | sem protecção legal                                                   | 22894 |
| Casa das Obras                                                                                    |        | Seia, São Romão e Lapa dos Dinheiros                                                                               | 40° 25′ 16″ N, 7° 42′ 14″ O  | Monumento de Interesse Público                                        | 2976  |
| Câmara Municipal do Seixal                                                                        |        | Seixal, Arrentela e Aldeia de Paio Pires                                                                           | 38° 38′ 13″ N, 9° 06′ 07″ O  |                                                                       |       |
| Câmara Municipal de Sernancelhe                                                                   |        | Sernancelhe e Sarzeda                                                                                              | 40° 53′ 50″ N, 7° 29′ 46″ O  | sem protecção legal                                                   | 14850 |
| Câmara Municipal de Serpa                                                                         |        | Serpa (Salvador e Santa Maria)                                                                                     | 37° 56′ 36″ N, 7° 35′ 50″ O  |                                                                       |       |
| Câmara Municipal da Sertã                                                                         |        | Sertã | 39° 48′ 33″ N, 8° 05′ 51″ O  | sem protecção legal                                                   | 7854  |
| Edifício dos Paços do Concelho de Setúbal                                                         |        | Setúbal (São Julião, Nossa Senhora da Anunciada e Santa Maria da Graça)                                            | 38° 31′ 29″ N, 8° 53′ 32″ O  | Imóvel de Interesse Municipal                                         | 21225 |
| Câmara Municipal de Sever do Vouga                                                                |        | Sever do Vouga | 40° 44′ 03″ N, 8° 22′ 13″ O  |                                                                       |       |
| Câmara Municipal de Silves                                                                        |        | Silves | 37° 11′ 20″ N, 8° 26′ 24″ O  | sem protecção legal                                                   | 16256 |
| Câmara Municipal de Sines                                                                         |        | Sines | 37° 57′ 17″ N, 8° 51′ 52″ O  | sem protecção legal                                                   |       |
| Paços do Concelho de Sintra                                                                       |        | Sintra (Santa Maria e São Miguel, São Martinho e São Pedro de Penaferrim)                                          | 38° 47′ 57″ N, 9° 23′ 18″ O  | Monumento de Interesse Municipal                                      | 6088  |
| Câmara Municipal de Castelo de Paiva                                                              |        | Sobrado e Bairros                                                                                                  | 41° 02′ 27″ N, 8° 16′ 18″ O  |                                                                       |       |
| Câmara Municipal de Sobral de Monte Agraço                                                        |        | Sobral de Monte Agraço                                                                                             | 39° 01′ 06″ N, 9° 09′ 06″ O  |                                                                       |       |
| Câmara Municipal de Soure                                                                         |        | Soure | 40° 03′ 38″ N, 8° 37′ 33″ O  | sem protecção legal                                                   | 23468 |
| Câmara Municipal de Sousel                                                                        |        | Sousel | 38° 57′ 10″ N, 7° 40′ 33″ O  |                                                                       |       |
| Câmara Municipal de Sátão                                                                         |        | Sátão | 40° 44′ 30″ N, 7° 43′ 57″ O  | sem protecção legal                                                   | 14805 |
| Câmara Municipal de São Brás de Alportel                                                          |        | São Brás de Alportel                                                                                               | 37° 09′ 03″ N, 7° 53′ 18″ O  |                                                                       |       |
| Câmara Municipal de Mondim de Basto                                                               |        | São Cristóvão de Mondim de Basto                                                                                   | 41° 24′ 40″ N, 7° 57′ 09″ O  | sem protecção legal                                                   | 16497 |
| Paços do Concelho de Lagos                                                                        |        | São Gonçalo de Lagos                                                                                               | 37° 06′ 30″ N, 8° 40′ 41″ O  |                                                                       |       |
| Câmara Municipal do Entroncamento                                                                 |        | São João Baptista                                                                                                  | 39° 27′ 55″ N, 8° 28′ 05″ O  | sem protecção legal                                                   | 10222 |
| Câmara Municipal de São João da Madeira                                                           |        | São João da Madeira                                                                                                | 40° 53′ 51″ N, 8° 29′ 19″ O  |                                                                       |       |
| Câmara Municipal de São João da Pesqueira                                                         |        | São João da Pesqueira e Várzea de Trevões                                                                          | 41° 08′ 49″ N, 7° 24′ 22″ O  |                                                                       |       |
| Câmara Municipal de Penela                                                                        |        | São Miguel, Santa Eufémia e Rabaçal                                                                                | 40° 01′ 47″ N, 8° 23′ 24″ O  | sem protecção legal                                                   | 16306 |
| Câmara Municipal de São Pedro do Sul                                                              |        | São Pedro do Sul, Várzea e Baiões                                                                                  | 40° 45′ 45″ N, 8° 03′ 49″ O  |                                                                       |       |
| Câmara Municipal de São Roque do Pico                                                             |        | São Roque do Pico                                                                                                  |                              |                                                                       |       |
| Câmara Municipal de Ílhavo                                                                        |        | São Salvador | 40° 35′ 59″ N, 8° 39′ 59″ O  |                                                                       |       |
| Câmara Municipal de Odemira                                                                       |        | São Salvador e Santa Maria                                                                                         | 37° 35′ 47″ N, 8° 38′ 31″ O  | sem protecção legal                                                   | 4345  |
| Câmara Municipal de São Vicente                                                                   |        | São Vicente | 32° 48′ 13″ N, 17° 02′ 47″ O |                                                                       |       |
| Edifício da Câmara Municipal do Funchal                                                           |        | Sé | 32° 39′ 00″ N, 16° 54′ 31″ O | Incluído em sítio classificado Proposto a Imóvel de Interesse Público | 15860 |
| Câmara Municipal de Portalegre                                                                    |        | Sé e São Lourenço                                                                                                  | 39° 17′ 42″ N, 7° 25′ 45″ O  | sem protecção legal                                                   | 2041  |
| Câmara Municipal de Bragança                                                                      |        | Sé, Santa Maria e Meixedo                                                                                          | 41° 48′ 19″ N, 6° 45′ 53″ O  |                                                                       |       |
| Câmara Municipal de Tabuaço                                                                       |        | Tabuaço | 41° 07′ 00″ N, 7° 34′ 05″ O  | sem protecção legal                                                   | 7889  |
| Câmara Municipal de Tarouca                                                                       |        | Tarouca e Dálvares                                                                                                 | 41° 00′ 58″ N, 7° 46′ 33″ O  |                                                                       |       |
| Câmara Municipal de Tavira                                                                        |        | Tavira (Santa Maria e Santiago)                                                                                    | 37° 07′ 33″ N, 7° 38′ 59″ O  | Incluído em sítio classificado                                        | 25761 |
| Edifício dos Paços do Concelho em Tomar                                                           |        | Tomar (São João Baptista) e Santa Maria dos Olivais                                                                | 39° 36′ 13″ N, 8° 24′ 56″ O  | Imóvel de Interesse Público                                           | 2034  |
| Câmara Municipal de Tondela                                                                       |        | Tondela e Nandufe                                                                                                  | 40° 30′ 58″ N, 8° 04′ 45″ O  |                                                                       |       |
| Câmara Municipal de Torre de Moncorvo                                                             |        | Torre de Moncorvo                                                                                                  | 41° 10′ 31″ N, 7° 03′ 07″ O  | sem protecção legal                                                   | 540   |
| Câmara Municipal de Torres Novas                                                                  |        | Torres Novas (São Pedro), Lapas e Ribeira Branca                                                                   | 39° 28′ 53″ N, 8° 32′ 11″ O  |                                                                       |       |
| Câmara Municipal de Trancoso                                                                      |        | Trancoso (São Pedro e Santa Maria) e Souto Maior                                                                   | 40° 46′ 41″ N, 7° 21′ 02″ O  | sem protecção legal                                                   | 2986  |
| Câmara Municipal de Tábua                                                                         |        | Tábua | 40° 21′ 35″ N, 8° 01′ 40″ O  | sem protecção legal                                                   | 21255 |
| Palácio de Eugénio Silva                                                                          |        | União de Freguesias da cidade de Santarém                                                                          | 39° 14′ 21″ N, 8° 41′ 14″ O  | Imóvel de Interesse Público                                           | 3346  |
| Câmara Municipal de Vagos                                                                         |        | Vagos e Santo António                                                                                              | 40° 32′ 55″ N, 8° 40′ 42″ O  |                                                                       |       |
| Câmara Municipal de Valença                                                                       |        | Valença, Cristelo Covo e Arão                                                                                      | 42° 01′ 50″ N, 8° 38′ 40″ O  | Incluído em sítio classificado                                        | 9009  |
| Câmara Municipal de Valongo                                                                       |        | Valongo | 41° 11′ 28″ N, 8° 29′ 52″ O  |                                                                       |       |
| Câmara Municipal de Valpaços                                                                      |        | Valpaços e Sanfins                                                                                                 | 41° 36′ 35″ N, 7° 18′ 44″ O  | sem protecção legal                                                   | 26744 |
| Câmara Municipal de Velas                                                                         |        | Velas | 38° 40′ 52″ N, 28° 12′ 24″ O |                                                                       |       |
| Câmara Municipal de Vendas Novas                                                                  |        | Vendas Novas | 38° 40′ 40″ N, 8° 27′ 19″ O  |                                                                       |       |
| Câmara Municipal de Viana do Alentejo                                                             |        | Viana do Alentejo                                                                                                  | 38° 20′ 04″ N, 8° 00′ 03″ O  |                                                                       |       |
| Palácio dos Viscondes da Carreira                                                                 |        | Viana do Castelo (Santa Maria Maior e Monserrate) e Meadela                                                        | 41° 41′ 42″ N, 8° 49′ 47″ O  | Monumento Nacional                                                    | 4117  |
| Câmara Municipal de Vidigueira                                                                    |        | Vidigueira | 38° 12′ 34″ N, 7° 47′ 59″ O  | sem protecção legal                                                   | 16777 |
| Câmara Municipal de Vieira do Minho                                                               |        | Vieira do Minho | 41° 38′ 04″ N, 8° 08′ 23″ O  |                                                                       |       |
| Câmara Municipal de Vale de Cambra                                                                |        | Vila Chã, Codal e Vila Cova de Perrinho                                                                            | 40° 51′ 01″ N, 8° 23′ 37″ O  |                                                                       |       |
| Câmara Municipal de Vila Flor                                                                     |        | Vila Flor e Nabo                                                                                                   | 41° 18′ 33″ N, 7° 09′ 14″ O  | sem protecção legal                                                   | 19387 |
| Câmara Municipal de Vila Franca de Xira                                                           |        | Vila Franca de Xira                                                                                                | 38° 57′ 15″ N, 8° 59′ 23″ O  | sem protecção legal                                                   | 23043 |
| Câmara Municipal de Vila Franca do Campo                                                          |        | Vila Franca do Campo                                                                                               | 37° 42′ 55″ N, 25° 26′ 09″ O |                                                                       |       |
| Câmara Municipal de Vila Nova de Cerveira                                                         |        | Vila Nova de Cerveira e Lovelhe                                                                                    | 41° 56′ 22″ N, 8° 44′ 38″ O  | sem protecção legal                                                   | 9013  |
| Câmara Municipal de Vila Nova de Famalicão                                                        |        | Vila Nova de Famalicão e Calendário                                                                                | 41° 24′ 35″ N, 8° 31′ 13″ O  | sem protecção legal                                                   | 16390 |
| Câmara Municipal, Tribunal e Cadeia de Vila Nova de Foz Côa                                       |        | Vila Nova de Foz Côa                                                                                               | 41° 05′ 00″ N, 7° 08′ 09″ O  | Incluído em sítio classificado                                        | 18570 |
| Câmara Municipal de Vila Nova de Paiva                                                            |        | Vila Nova de Paiva, Alhais e Fráguas                                                                               | 40° 51′ 06″ N, 7° 43′ 45″ O  | sem protecção legal                                                   | 14936 |
| Câmara Municipal de Vila Pouca de Aguiar                                                          |        | Vila Pouca de Aguiar                                                                                               | 41° 30′ 02″ N, 7° 38′ 33″ O  |                                                                       |       |
| Câmara Municipal de Vila Real                                                                     |        | Vila Real | 41° 17′ 40″ N, 7° 44′ 47″ O  | sem protecção legal                                                   | 12906 |
| Câmara Municipal de Vila Real de Santo António                                                    |        | Vila Real de Santo António                                                                                         | 37° 11′ 41″ N, 7° 24′ 54″ O  | Incluído em sítio classificado                                        | 9967  |
| Câmara Municipal de Vila Velha de Ródão                                                           |        | Vila Velha de Ródão                                                                                                | 39° 39′ 29″ N, 7° 40′ 35″ O  |                                                                       | 11675 |
| Câmara Municipal de Vila Verde                                                                    |        | Vila Verde e Barbudo                                                                                               | 41° 38′ 54″ N, 8° 26′ 10″ O  |                                                                       |       |
| Câmara Municipal de Vila de Rei                                                                   |        | Vila de Rei | 39° 40′ 24″ N, 8° 08′ 48″ O  |                                                                       |       |
| Câmara Municipal de Vila do Bispo                                                                 |        | Vila do Bispo e Raposeira                                                                                          | 37° 04′ 55″ N, 8° 54′ 46″ O  | sem protecção legal                                                   | 22398 |
| Câmara Municipal de Vila do Conde                                                                 |        | Vila do Conde | 41° 21′ 14″ N, 8° 44′ 36″ O  | Incluído em sítio classificado                                        | 5367  |
| Câmara Municipal de Vila do Porto                                                                 |        | Vila do Porto | 36° 57′ 11″ N, 25° 08′ 36″ O | Imóvel de Interesse Público                                           | 8239  |
| Câmara Municipal de Melgaço                                                                       |        | Vila e Roussas | 42° 06′ 46″ N, 8° 15′ 33″ O  | sem protecção legal                                                   | 24631 |
| Câmara Municipal de Vimioso                                                                       |        | Vimioso | 41° 35′ 02″ N, 6° 31′ 41″ O  |                                                                       |       |
| Câmara Municipal de Vinhais                                                                       |        | Vinhais | 41° 50′ 07″ N, 7° 00′ 08″ O  | sem protecção legal                                                   | 19526 |
| Edifício da Câmara Municipal de Viseu (Paços do Concelho), incluindo o património móvel integrado |        | Viseu | 40° 39′ 27″ N, 7° 54′ 51″ O  | sem protecção legal                                                   | 13684 |
| Câmara Municipal de Vouzela                                                                       |        | Vouzela e Paços de Vilharigues                                                                                     | 40° 43′ 22″ N, 8° 06′ 36″ O  |                                                                       |       |
| Câmara Municipal de Águeda                                                                        |        | Águeda | 40° 34′ 31″ N, 8° 26′ 48″ O  |                                                                       |       |
| Câmara Municipal de Évora                                                                         |        | Évora (São Mamede, Sé, São Pedro e Santo Antão)                                                                    | 38° 34′ 20″ N, 7° 54′ 35″ O  | Incluído em sítio classificado                                        | 10973 |
| Câmara Municipal de Penalva do Castelo                                                            |        | Ínsua | 40° 40′ 32″ N, 7° 42′ 06″ O  |                                                                       |       |

∑ 308 items.